# Giubega
Giubega – wieś w Rumunii, w okręgu Dolj, w gminie Giubega. W 2011 roku liczyła 2036 mieszkańców.